# A matematika megoldatlan problémáinak listája
A matematikának, mint minden tudományterületnek léteznek mind a mai napig megoldásra váró problémái. A tudományág problémáinak egyedisége abban rejlik, hogy nem szükséges a tanulmányozásukhoz különösebb felszerelés vagy terepmunka, ennek megfelelően néha zavarba ejtő irányból kapunk választ. Általában azonban elmondható, hogy a tanulmányozásukhoz szükséges a matematikában mint tudományágban való igen komoly elmélyedés.
Vannak olyan problémák is, amelyek már megoldattak, azonban a felvetés és a megoldás közötti időtartam meglepően nagy lehet. Itt érvényes a matematika egy másik igen jelentős jellemzője: egy tételnek több bizonyítása is lehetséges, amelyek mind-mind a tétel valamely jellegzetességét emelik ki.

## Hosszú idő után megoldott problémák
| A tétel neve          | A probléma felvetésének éve | A bizonyítás éve | A tételt bizonyító személy          |
| --------------------- | --------------------------- | ---------------- | ----------------------------------- |
| Nagy Fermat-tétel     | 1637 k.                     | 1995             | Andrew Wiles                        |
| Tökéletes számok      | i. e. 300 k.                | 1849             | Leonhard Euler                      |
| Párhuzamossági axióma | i. e. 300 k.                | 1831             | Bolyai János                        |
| Waring-probléma       | 1770                        | 1909             | David Hilbert                       |
| Négyszín-tétel        | 1852                        | 2004             | Benjamin Werner és Georges Gonthier |
| Poincaré-sejtés       | 1904                        | 2002             | Grigorij Jakovlevics Perelman       |

## A mai napig megoldatlan problémák
Mivel a tételek bizonyítása folyamatosan történik, a lista még változhat. Ugyanakkor időről időre merülnek fel jelentős problémák a megoldásra várva.  Éppen ezért a lista mindig a legutolsó frissítés időpontjában aktuális helyzetet mutatja.
| A probléma felvetése            | A felvetés ideje | A probléma felvetője                   | A probléma rövid leírása                                      |
| ------------------------------- | ---------------- | -------------------------------------- | ------------------------------------------------------------- |
| Riemann-sejtés                  | 1859             | Georg Friedrich Bernhard Riemann       | Egy speciális függvény hol nulla?                             |
| Goldbach-sejtés                 | 1742             | Christian Goldbach                     | Minden szám megkapható 2 vagy 3 prímszám összegeként?         |
| Collatz-sejtés                  | 1937             | Lothar Collatz                         | Vajon a Collatz-sorozat mindig ugyanabba a ciklusba fut bele? |
| Páratlan tökéletes számok       | 1000 k.          | Ibn al-Haytham                         | Van-e páratlan tökéletes szám?                                |
| Mersenne-prímek                 | 1600 k.          | Marin Mersenne                         | A Mersenne-prímekből véges sok van-e?                         |
| Birch és Swinnerton-Dyer-sejtés | 1960-as évek     | Bryan Birch és Peter Swinnerton-Dyer   | Az elliptikus görbéknek hány racionális pontja van?           |
| Navier–Stokes-egyenletek        | 1822             | Claude Navier és George Gabriel Stokes | Hogyan folyik a folyadék?                                     |
| Ikerprím-sejtés                 | I. e. 300 k.     | Eukleidész                             | Az ikerprímekből tényleg végtelen sok van?                    |
| P vagy NP sejtés                | 1971             | Stephen Cook                           | Könnyen megoldható-e egy könnyen ellenőrizhető probléma?      |
| Magányosfutó-sejtés             | 1967             | Jörg Michael Mills                     | Egy körversenyen van-e pillanat, amikor minden futó magányos? |
| Lieb–Thirring egyenlőtlenség    | 1976             | Elliot Lieb és Walter Thirring         | A részecskék mozgási energiájának van-e alsó határa?          |
| Fermat-prímek                   | 17. század       | Pierre de Fermat                       | Hány darab Fermat-prím létezik?                               |